# 더 하우스 오브 스마일
더 하우스 오브 스마일(La casa del sorriso, The House of Smiles)은 이탈리아에서 제작된 마코 페레리 감독의 1991년 드라마, 멜로/로맨스 영화이다. 잉그리드 서린 등이 주연으로 출연하였다. 어느 요양원에서 한 남성 노인과 한 여성 노인 간 로맨스를 그린다.
이 영화는 제41회 베를린 국제 영화제에서 황금곰상을 수상했다.

## 출연

### 주연
- 잉그리드 서린
- 엔조 카나발